# Chi Vạng trứng
Chi Vạng trứng, danh pháp khoa học Endospermum (danh pháp khoa học đồng nghĩa Capellenia) là một chi thực vật thuộc họ Đại kích (họ Thầu dầu). Chi thực vật này gồm có 12 loài, phân bố chủ yếu ở Đông Nam Á, Nam Trung Quốc, Ấn Độ, Australia và Fiji.